# Арджун Халакуркі
Арджун Халакуркі (англ. Arjun Halakurki; нар. 10 липня 1998, село Деванаматті, округ Багалкот, Карнатака) — індійський борець греко-римського стилю, дворазовий бронзовий призер чемпіонатів Азії.

## Життєпис
Боротьбою почав займатися з 2005 року. Захоплення цим видом спорту прищепив Арджуну його батько, який теж займався боротьбою і брав участь у місцевих змаганнях. Родина була дуже бідна, бо не мала власної землі. Батько працював на чужих наділах, але цього було мало, тому він полював на диких кролів. Одного разу під час полювання батька збила вантажівка і мати залишилась одна з п'ятьма дітьми. Коли Арджуну було 10 років, його помітив на місцевому турнірі Шівананда Говда, який тренував у державному спортивному гуртожитку в Деванагере. Після цього Арджун почав тренуватися там, що дало змогу досягати успіхів на національному рівні.
Виступає за борцівський клуб Давагере. Тренер — Балвант Сінгх (з 2005).

## Спортивні результати на міжнародних змаганнях

### Виступи на Чемпіонатах світу
| Змагання                        | Збірна | Вагова категорія                 | Місце |
| ------------------------------- | ------ | -------------------------------- | ----- |
| Чемпіонат світу з боротьби 2022 | Індія  | греко-римська боротьба, до 55 кг | 13    |

### Виступи на Чемпіонатах Азії
| Змагання                       | Збірна | Вагова категорія                 | Місце  |
| ------------------------------ | ------ | -------------------------------- | ------ |
| Чемпіонат Азії з боротьби 2020 | Індія  | греко-римська боротьба, до 55 кг | Бронза |
| Чемпіонат Азії з боротьби 2022 | Індія  | греко-римська боротьба, до 55 кг | Бронза |

### Виступи на Кубках світу
| Змагання                    | Збірна | Вагова категорія                 | Місце |
| --------------------------- | ------ | -------------------------------- | ----- |
| Кубок світу з боротьби 2020 | Індія  | греко-римська боротьба, до 55 кг | 7     |

### Виступи на інших змаганнях
| Змагання                                | Збірна | Вагова категорія                 | Місце  |
| --------------------------------------- | ------ | -------------------------------- | ------ |
| Клубний чемпіонат світу з боротьби 2019 | Індія  | команда                          | 5      |
| Меморіал Маттео Пелліконе 2021          | Індія  | греко-римська боротьба, до 55 кг | Бронза |
| Меморіал Болата Турлиханова 2022        | Індія  | греко-римська боротьба, до 55 кг | 5      |
| Турнір Зухає Сгає 2022                  | Індія  | греко-римська боротьба, до 60 кг | Срібло |

### Виступи на змаганнях молодших вікових груп
| Змагання                                      | Збірна | Вагова категорія                   | Місце |
| --------------------------------------------- | ------ | ---------------------------------- | ----- |
| Чемпіонат Азії з боротьби серед юніорів 2016  | Індія  | греко-римська боротьба, до 50,0 кг | 5     |
| Чемпіонат світу з боротьби серед юніорів 2016 | Індія  | греко-римська боротьба, до 50 кг   | 15    |
| Чемпіонат світу з боротьби серед юніорів 2017 | Індія  | греко-римська боротьба, до 50,0 кг | 17    |
| Чемпіонат світу з боротьби серед молоді 2019  | Індія  | греко-римська боротьба, до 55 кг   | 7     |